# Волташ
Волташ — деревня в Междуреченском районе Вологодской области. Входит в состав Сухонского сельского поселения, с точки зрения административно-территориального деления — в Сухонский сельсовет.

## География
Расстояние до районного центра Шуйского по автодороге — 24 км. Ближайшие населённые пункты — Мотыри, Сухонский, Воробьево.

## Население
| 2002 | 2010 |
| ---- | ---- |
| 7    | ↘0   |

## Известные уроженцы, жители
Петров, Николай Алексеевич (генерал-майор) — российский военачальник.

## Инфраструктура
Личное подсобное хозяйство с зоной сельскохозяйственного использования, индивидуальная застройка усадебного типа.
Основа экономики — сельское хозяйство.